# Ember Karolina
Ember Karolina, György Aladárné (Furta, 1841. november 29. – Budapest, 1882. október 10.) az országos nőiparegylet iskolaigazgatója.

## Élete
Ember Károly református lelkész és Békéssy Klára leánya volt. 1861-ben nőül ment Illésy Györgyhöz, ki az irodalom terén is működött és szerény állású magán-hivatalnok volt Debrecenben. 1865-ben családjával együtt Pestre költözött. Férje nehéz beteg lett és keresete csak szűken fedezte a család szükségleteit; a nő híven osztozott szenvedéseiben; mikor a férj nem bírta már a munkát, a nő vette kezébe a tollat; főmunkatársa lett a báró Egloffstein Amáliától szerkesztett Nők Lapjának (1871. február 1-jétől március 29-éig). Férje 1871. október 24. meghalt. 1872 szeptemberében letette a tanítóképesítő vizsgálatot; 1872–1873-ban a nőipar-egyletnek titkára volt. Ez állásában fordítá figyelmét, munkásságát mindinkább a munkaképesítés ügyének emelésére. Ezirányú törekvéseiben hű támogatóra talált második férjében, György Aladárban, kivel 1872. november 6. kelt egybe. 1874 elején az országos nőipar-egyletnek azon tanévben megnyílt iskolájában kezdett tanítani s ugyanott 1876 őszétől kezdve az igazgatói állást foglalta el. A nőiparegylet Évkönyveiben jelentek meg részletes jelentései. 1880 nyarán az ipar-tanítónőképzőt pénzügyi okok miatt megszüntette az egyesület és ő nyilvános tanítói működésétől végkép visszavonult. Ő volt a legelső magyar nő, ki a gyorsírást megtanulta; Deák Ferenc ajánlotta a képviselőházhoz, de oda nem juthatott be.

## Munkái
A szibériai számüzöttek. Cottin Mme után. Bpest, 1879. (Franciából fordított ifjúsági regény.)
Kéziratban: A női kézimunka módszere 1877.
Irodalmi működése 1870-ben kezdődött, midőn a Népnevelők Lapjába s a Családi Körbe leginkább neveléstani cikkeket írt; írt még a M. Nyelvőrbe, a Lányok Lapjába, a Nemzeti Nőnevelésbe (1881. Férjhez mehet-e a tanítónő?) stb.